# A Zalaegerszegi TE FC nemzetközi kupamérkőzései
A Zalaegerszegi TE FC nemzetközi kupamérkőzései során három európai kupasorozatban szerepelt. Elsőként a legrangosabbnak számító UEFA-bajnokok ligája 2002–2003-as kiírásába kvalifikálta magát. Ugyanebben az idényben az UEFA-kupa 2002–2003-as szezonjának 1. fordulójában is részt vett, majd ezt követően az Intertotó-kupa 2007-es idényének 2. körében játszott. Legnagyobb sikerét az angol Manchester United budapesti 1–0-s legyőzésével érte el.

## 2002–2003-as UEFA-bajnokok ligája
Története során először a 2002–2003-as szezonban szerzett indulási jogot az európai kupasorozatokban. A 2001–2002-es magyar pontvadászat bajnokaként az UEFA-bajnokok ligája 2. selejtezőkörében kapcsolódott be a küzdelmekbe. Ellenfélül a horvát bajnok NK Zagreb csapatát kapta. A „hazai” pályán rendezett első mérkőzésen – melyet a Ferencvárosi TC pályáján, az Üllői úti stadionban játszottak le – Darko Ljubojević 17. percben szerzett találatának köszönhetően 1–0-s győzelmet szerzett a ZTE, így egygólos előnyre tett szert a visszavágó előtt. A párharc második találkozóján 28 perc elteltével már a horvát csapat állt továbbjutásra 2–0-s vezetésének eredményeként, a Zalaegerszeg amúgy sem könnyű helyzetét Kocsárdi Gergely 81. percben történt egyből piros lapos kiállítása tovább rontotta. Végül a rendes játékidő letelte előtt három perccel a magyar bajnok javára megítélt büntetőt Urbán Flórián értékesítette, így az idegenben lőtt több gól szabályának értelmében a ZTE jutott be a harmadik selejtezőkörbe.
Ellenfele az angol bajnoki bronzérmes Manchester United volt. A Puskás Ferenc Stadionban lebonyolított első mérkőzésen sokáig 0–0-s döntetlen látszott kialakulni, végül a 90. percben Koplárovics Béla megszerezte a győzelmet jelentő találatot. Egygólos előnnyel utazott Manchesterbe a Zalaegerszeg, ám az Old Traffordon 5–0-s kiütéses vereséget szenvedett, s 5–1-es összesítéssel maradt alul a párharcban.

### Második selejtezőkör
1. mérkőzés
| 2002. július 31. 20:45 (CEST) | Zalaegerszegi TE | 1 – 0                 | NK Zagreb | Üllői út, Budapest Nézőszám: 5000 Játékvezető: Allaerts (belga) |
| 2002. július 31. 20:45 (CEST) | Ljubojević 17'   | (1 – 0) (Jegyzőkönyv) |           | Üllői út, Budapest Nézőszám: 5000 Játékvezető: Allaerts (belga) |

Visszavágó
| 2002. augusztus 7. 20:45 (CEST) | NK Zagreb               | 2 – 1                 | Zalaegerszegi TE                  | Maksimir Stadion, Zágráb Nézőszám: 5500 Játékvezető: Burrull (spanyol) |
| 2002. augusztus 7. 20:45 (CEST) | Milinović 2' Lovrek 28' | (2 – 0) (Jegyzőkönyv) | Urbán 87' (11-esből) Kocsárdi 81′ | Maksimir Stadion, Zágráb Nézőszám: 5500 Játékvezető: Burrull (spanyol) |

### Harmadik selejtezőkör
1. mérkőzés
| 2002. augusztus 14. 20:45 (CEST) | Zalaegerszegi TE | 1 – 0                 | Manchester United | Puskás Ferenc Stadion, Budapest Nézőszám: 27 000 Játékvezető: Stark (német) |
| 2002. augusztus 14. 20:45 (CEST) | Koplárovics 90'  | (0 – 0) (Jegyzőkönyv) |                   | Puskás Ferenc Stadion, Budapest Nézőszám: 27 000 Játékvezető: Stark (német) |

Visszavágó
| 2002. augusztus 27. 21:10 (CEST) | Manchester United                                                     | 5 – 0                 | Zalaegerszegi TE | Old Trafford, Manchester Nézőszám: 66 814 Játékvezető: Cardoso Batista (portugál) |
| 2002. augusztus 27. 21:10 (CEST) | van Nistelrooy 5' 75' (11-esből) Beckham 14' Scholes 20' Solskjær 83' | (3 – 0) (Jegyzőkönyv) | Ilić 74′         | Old Trafford, Manchester Nézőszám: 66 814 Játékvezető: Cardoso Batista (portugál) |

## 2002–2003-as UEFA-kupa
A bajnokok ligája-selejtező 3. fordulójából kiesve az UEFA-kupa aktuális kiírásában folytathatta a ZTE az európai kupaszereplést. Az első fordulóban kapcsolódott be a sorozat küzdelmeibe. Ismételten horvát ellenféllel sorsolták össze, a bajnokságban harmadik helyezett és kupagyőztes GNK Dinamo Zagrebet. Az eddigiektől eltérően ezúttal a visszavágót rendezték hazai pályán. A párharc és a továbbjutás már a Maksimir Stadionban eldőlt, a Dinamo Zagreb 6–0-s győzelmet aratott. A második mérkőzést a győri Rába ETO Stadionban játszották, melyet ugyancsak a Dinamo nyert meg 3–1 arányban, végül 9–1-es összesítéssel ejtette ki a magyar bajnokot.

### Első forduló
1. mérkőzés
| 2002. szeptember 19. 18:00 (CEST) | Dinamo Zagreb                                             | 6 – 0                 | Zalaegerszegi TE | Maksimir Stadion, Zágráb Nézőszám: 20 000 Játékvezető: Douros (görög) |
| 2002. szeptember 19. 18:00 (CEST) | Marić 9' Mitu 19' Olić 47' Polovanec 76' Petrovic 83' 85' | (2 – 0) (Jegyzőkönyv) |                  | Maksimir Stadion, Zágráb Nézőszám: 20 000 Játékvezető: Douros (görög) |

Visszavágó
| 2002. október 3. 18:00 (CEST) | Zalaegerszegi TE | 1 – 3                 | Dinamo Zagreb                           | Rába ETO Stadion, Győr Nézőszám: 1500 Játékvezető: Kaldma (észt) |
| 2002. október 3. 18:00 (CEST) | Sabo 90'         | (0 – 2) (Jegyzőkönyv) | Mitu 13' Olić 41' (11-esből) Mujčin 75' | Rába ETO Stadion, Győr Nézőszám: 1500 Játékvezető: Kaldma (észt) |

## 2007-es Intertotó-kupa
Az újabb nemzetközi kupaszereplésre öt évet kellett várni. Ekkor az Intertotó-kupa 2007-es kiírásában indult a Zalaegerszeg. Először játszott ténylegesen hazai pályán a ZTE, amely a ZTE Arénában fogadta az orosz Rubin Kazany csapatát. Vitalij Vlagyimirovics Volkov mesterhármasával a kazániak 3–0-ra nyertek. A visszavágón 2–0-s orosz siker született, így legutóbbi kupaszereplése alkalmával 5–0-s összesítéssel esett ki a Zalaegerszeg.

### Második forduló
1. mérkőzés
| 2007. július 7. 19:30 (CEST) | Zalaegerszegi TE | 0 – 3                 | Rubin Kazany                  | ZTE Aréna, Zalaegerszeg Nézőszám: 5500 Játékvezető: Schörgenhofer (osztrák) |
| 2007. július 7. 19:30 (CEST) | Lipčák 78′       | (0 – 1) (Jegyzőkönyv) | Volkov 21' 66' 80' (11-esből) | ZTE Aréna, Zalaegerszeg Nézőszám: 5500 Játékvezető: Schörgenhofer (osztrák) |

Visszavágó
| 2007. július 14. 17:00 (CEST) | Rubin Kazany                   | 2 – 0                 | Zalaegerszegi TE | Központi Stadion, Kazany Nézőszám: 7000 Játékvezető: Constantin (román) |
| 2007. július 14. 17:00 (CEST) | Volkov 37' (11-esből) Jean 67' | (1 – 0) (Jegyzőkönyv) |                  | Központi Stadion, Kazany Nézőszám: 7000 Játékvezető: Constantin (román) |

## Eredmények
| Szezon    | Esemény              | Forduló        | Ellenfél          | 1. mérk. | Visszav. | Össz.     |
| --------- | -------------------- | -------------- | ----------------- | -------- | -------- | --------- |
| 2002–2003 | UEFA-bajnokok ligája | Sel., 2. ford. | NK Zagreb         | 1–0      | 1–2      | 2–2 (ilg) |
| 2002–2003 | UEFA-bajnokok ligája | Sel., 3. ford. | Manchester United | 1–0      | 0–5      | 1–5       |
| 2002–2003 | UEFA-kupa            | 1. forduló     | Dinamo Zagreb     | 0–6      | 1–3      | 1–9       |
| 2007      | Intertotó-kupa       | 2. forduló     | Rubin Kazany      | 0–3      | 0–2      | 0–5       |

Összesítés
| Esemény              | M | Gy | D | V | Rg | Kg | Gk  |
| -------------------- | - | -- | - | - | -- | -- | --- |
| UEFA-bajnokok ligája | 4 | 2  | 0 | 2 | 3  | 07 | 0–4 |
| UEFA-kupa            | 2 | 0  | 0 | 2 | 1  | 09 | 0–8 |
| Intertotó-kupa       | 2 | 0  | 0 | 2 | 0  | 05 | 0–5 |
| Összesen             | 8 | 2  | 0 | 6 | 4  | 21 | –17 |

M = Lejátszott mérkőzések; Gy = Győzelmek; D = Döntetlenek; V = Vereségek; Lg = Lőtt gólok; Kg = Kapott gólok; Gk = Gólkülönbség

## Lásd még
- Zalaegerszegi TE FC
- Zalaegerszegi TE–Manchester United UEFA-bajnokok ligája-selejtező (2002)
- A Zalaegerszegi Torna Egylet 2007–2008-as szezonja

## Külső hivatkozások
- A Zalaegerszegi TE 2002–2003-as nemzetközi kupamérkőzései a footballdatabase.eu-n (angolul)